# José Fermín Domingo
José Fermín Domingo Ibáñez (Pamplona, 1781-Pamplona, después de 1830). Nacido en Pamplona en 1781, fue el segundo hijo de Joaquín Domingo y de Joaquina Ramona Ibáñez, hija del impresor Pascual Ibáñez. Fueron sus hermanos Joaquín María Domingo, el primogénito, y Ramón Domingo. Todos ellos ejercieron por cuenta propia la actividad de su padre, impresor, librero y editor. Su primer conocido conocido data de 1813 y se interrumpió 1823, cuando debió de ser represaliado por sus ideas liberales con la restauración del absolutismo tras el fin de Trienio Liberal (1820-1823). Firmó sus trabajos como José Domingo y ocasionalmente como José Fermín Domingo.

## Vida y trabajo
En 1812, cuando cuenta 31 años, se produce un conflicto familiar con motivo de la atención de su madre Joaquina Ibáñez, que se encontraba incapacitada por enfermedad. Se discute quién ha de correr con los gastos de su cuidado; por una parte, está su esposo, Joaquín Domingo, el hijo menor, Ramón; y por la otra Joaquín María y José Fermín. Los tribunales resolvieron que era el marido quien debía atender a su esposa, para lo que decretaron el embargo de sus bienes. De esta sentencia debió de derivarse el reparto del patrimonio familiar, ya que al año siguiente, en 1813, se inicia la actividad de José Fermín como impresor autónomo y, al poco tiempo, su hermano Ramón también comienza a imprimir de manera independiente. 
Una vez resuelto el pleito, José Fermín comenzó a imprimir por cuenta propia en su taller de la calle Zapatería número 17. En 1814, tras la guerra de la Independencia tiene el taller en el número 10 de la calle Mayor, dos años después se ha trasladado a la calle Pozoblanco y en 1820 está instalado en la calle Zapatería. La movilidad de su negocio contrasta con la estabilidad de las imprentas pamplonesas en los siglos precedentes, que solo excepcionalmente se trasladaban.

### Impresor del Reino
En 1818 solicita a las Cortes de Navarra, reunidas en Pamplona desde el año anterior, ser nombrado “impresor y librero exclusivo del Reino”, de acuerdo con las condiciones que había expuesto en un memorial, y así lo acuerdan siempre y cuando la Diputación y el obispo paguen su salario. Sin embargo, el año anterior ya había hecho gala de este título en el impreso encargado por las Cortes sobre el dictamen de la Universidad de Salamanca acerca del comercio de granos en Navarra. Su petición contrasta con el hecho de que el oficio de impresor del Reino había sido suprimido por las Cortes en 1716.

### Vicisitudes en el Trienio Liberal
En 1820, coincidiendo con el comienzo del Trienio Liberal, toma como aprendiz a José de Echauri, de 19 años, vecino de Pamplona, que sabe firmar, con el compromiso de enseñarle el oficio y mantenerlo durante cinco años. 

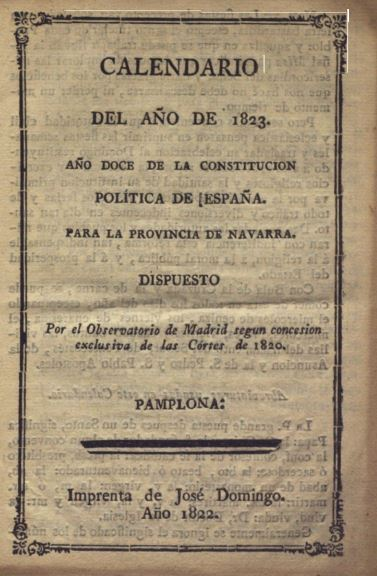
Calendario de 1822

Este mismo año solicita autorización para abrir una “oficina de avisos”, que bien podría tratarse de la edición de una publicación de prensa. Se ha de tener presente que ya se había instaurado la monarquía constitucional y, al abrigo de la libertad de imprenta, salieron a la luz numerosas publicaciones periódicas. Sea como fuere, por esas fechas empezó a editar el periódico “El Amigo de los Labradores”.
En 1823, tras la restauración del absolutismo, con 42 años, se interrumpe bruscamente su actividad laboral, sin duda al sufrir represalias por sus ideas políticas manifestadas durante el Trienio Liberal. De las seis imprentas abiertas en Pamplona, a partir del citado año se cerraron la suya y la de su hermano Joaquín María Domingo, y cuatro continuaron en activo: la de su hermano Ramón Domingo y las de Javier Gadea, Francisco Erasun y Paulino Longás. No obstante se conoce un impreso salido de su taller de la calle Zapatería 17 relativo a un proceso judicial con la fecha de 1830, por este motivo cabe pensar que después la inicial represión reanudó su trabajo de impresor aunque con escasa actividad. 

## Producción impresa
Su actividad más relevante como impresor se extiende a lo largo de once años, desde 1813, cuando se resuelve el conflicto familiar, hasta 1823, coincidiendo con el abrupto final del Trienio Liberal y el fulminante cierre de su negocio, aunque, como se acaba de exponer, al cabo de un tiempo siguió trabajando en su imprenta.
En este tiempo se tiene noticia de la impresión de 25 trabajos de toda índole y extensión, que ofrecen la media de algo más de dos al año, inferior a la del conjunto de los impresores, que se estima en 3,6.  Únicamente en 1815 no se registran impresos, aunque hay que tener presente que en el año anterior había sacado cuatro, coincidiendo con el final de la guerra de la Independencia.
Como era habitual en las imprentas de la época, su producción consiste fundamentalmente de trabajos menores, como carteles, formularios judiciales, administrativos y políticos, folletos y raramente libros. En consecuencia, tres cuartas partes de su producción tienen menos de cincuenta páginas, mientras que solo tres impresos rondan las trescientas; estos se refieren a asuntos judiciales, políticos y administrativos. No se conocen obras literarias.
| Producción de la imprenta de José Fermín Domingo entre 1813 y 1823 |
| ------------------------------------------------------------------ |
|                                                                    |

Entre los carteles que imprime, cabe citar el de las fiestas de san Fermín de 1816, encargado por el arrendatario de la plaza de toros de Pamplona. En cuanto a los folletos, a partir de 1819 y hasta el cierre de su taller en 1823, publica el anuario del Colegio de Abogados de Pamplona, que se había constituido en 1819 con licencia de las Cortes del Reino de Navarra. Su colega Erasun y Rada le sustituyó en la impresión de este folleto. Por estas mismas fechas se constituyó el Montepío de Escribanos Reales, que también encomendó sus ediciones a José Fermín Domingo. 
Del total de 25 impresos registrados, la mitad se refieren a asuntos relacionados con el Derecho, la Administración o la actividad de los tribunales, como es el caso de los anuarios mencionados del Colegio de Abogados y del Montepío de Escribanos. Como novedad editorial destaca la publicación de los calendarios de 1822 y 1823 preparados por el Real Observatorio de la Marina de San Fernando que vinieron a sustituir a los anacrónicos “pronósticos” y “gallofas” impresos de forma masiva en los dos siglos precedentes.
En cuanto a los asuntos religiosos, habituales hasta entonces, solo se conoce un libro de piedad, destinado al seguimiento de la misa. Otro tanto sucede con la lengua y literatura: no hay impresos relacionados con el aprendizaje del latín o cartillas escolares, y únicamente se tiene noticia del librito Observaciones sobre la octava edición de la Ortografía castellana por la Real Academia española (1818).
Sus trabajos muestran una tipografía limpia, correcta, con grandes espacios en blanco, particularmente en las portadas, según gusto neoclásico de la época. Para ello emplea tipos nuevos, acordes con la estética entonces vigente.

## Galería de imágenes

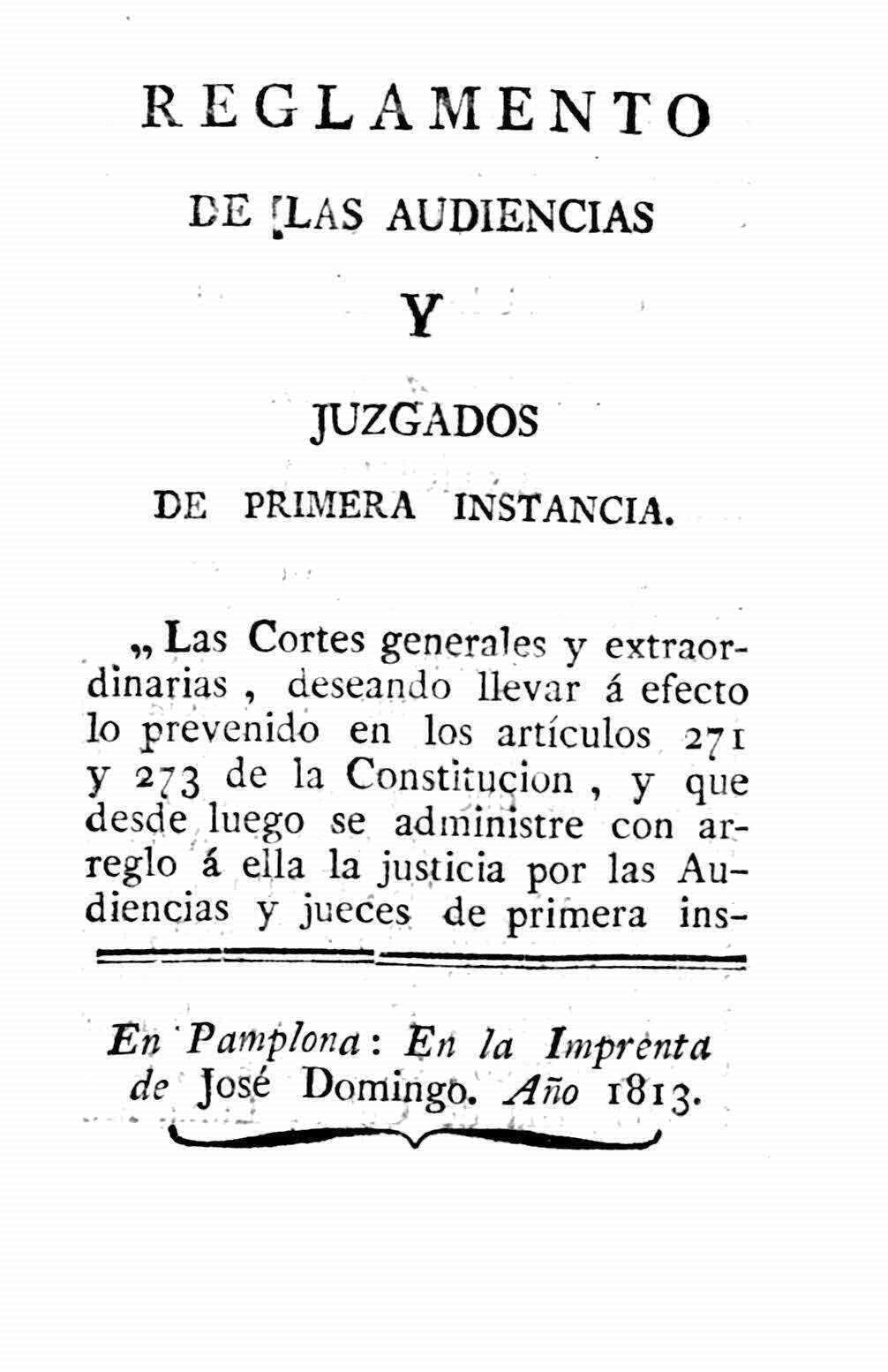
Primer trabajo conocido de José Fermín Domingo (1813)
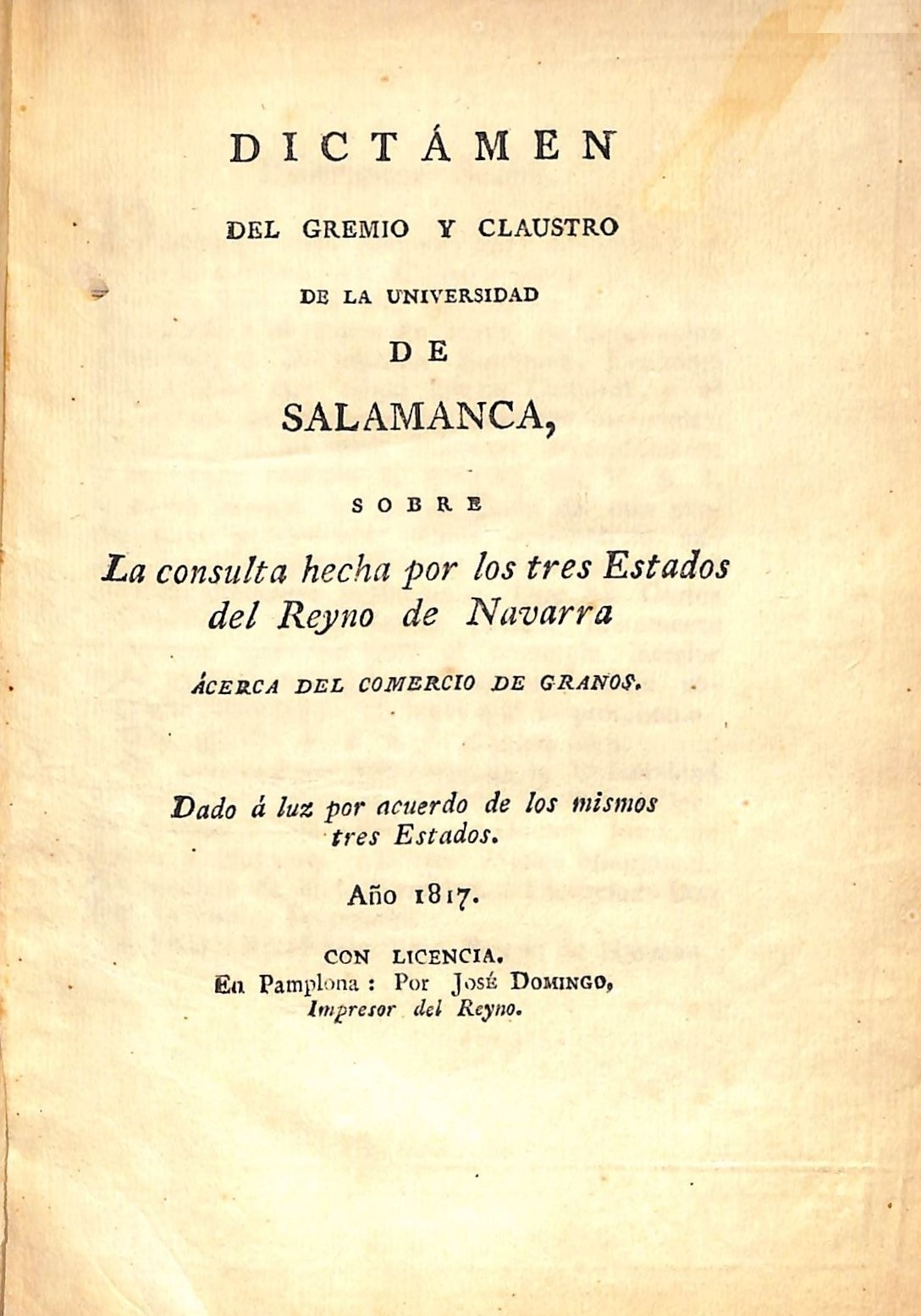
Impreso encargado por las Cortes del Reino de Navarra (1817)
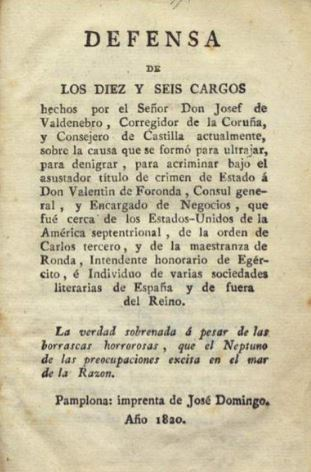
Folleto político (1820)
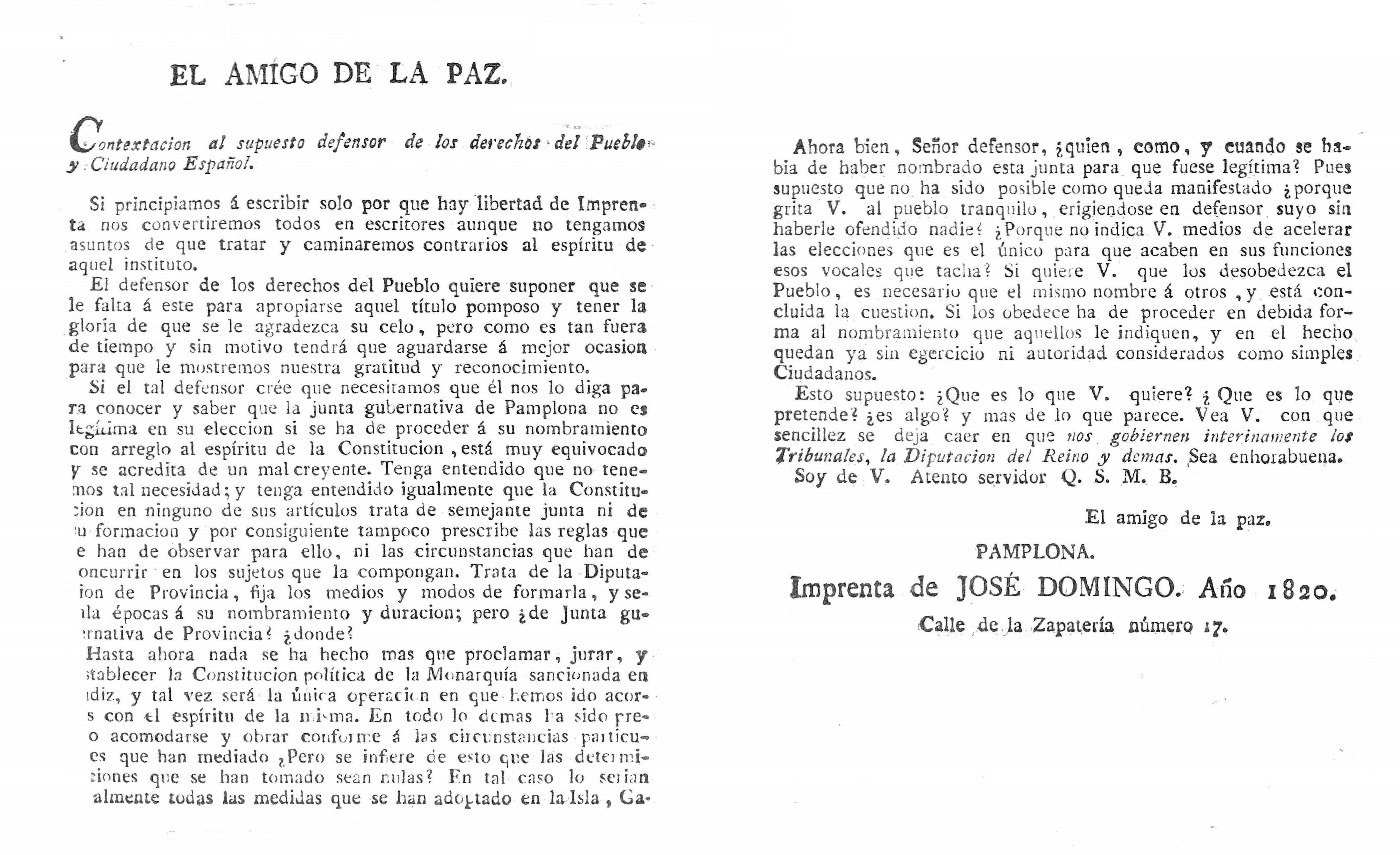
"El amigo de la paz", impreso polémico (1820)
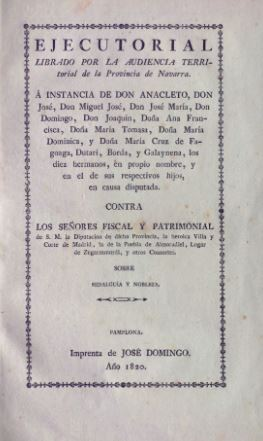
Ejecutoria de hidalguía (1822)
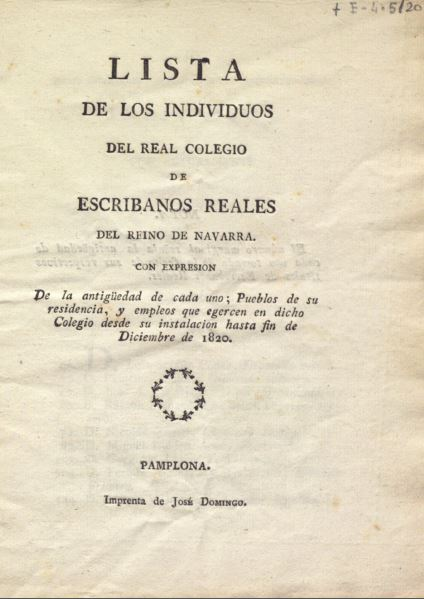
Real Montepío de Escribanos Reales (1820), con tipografía clásica
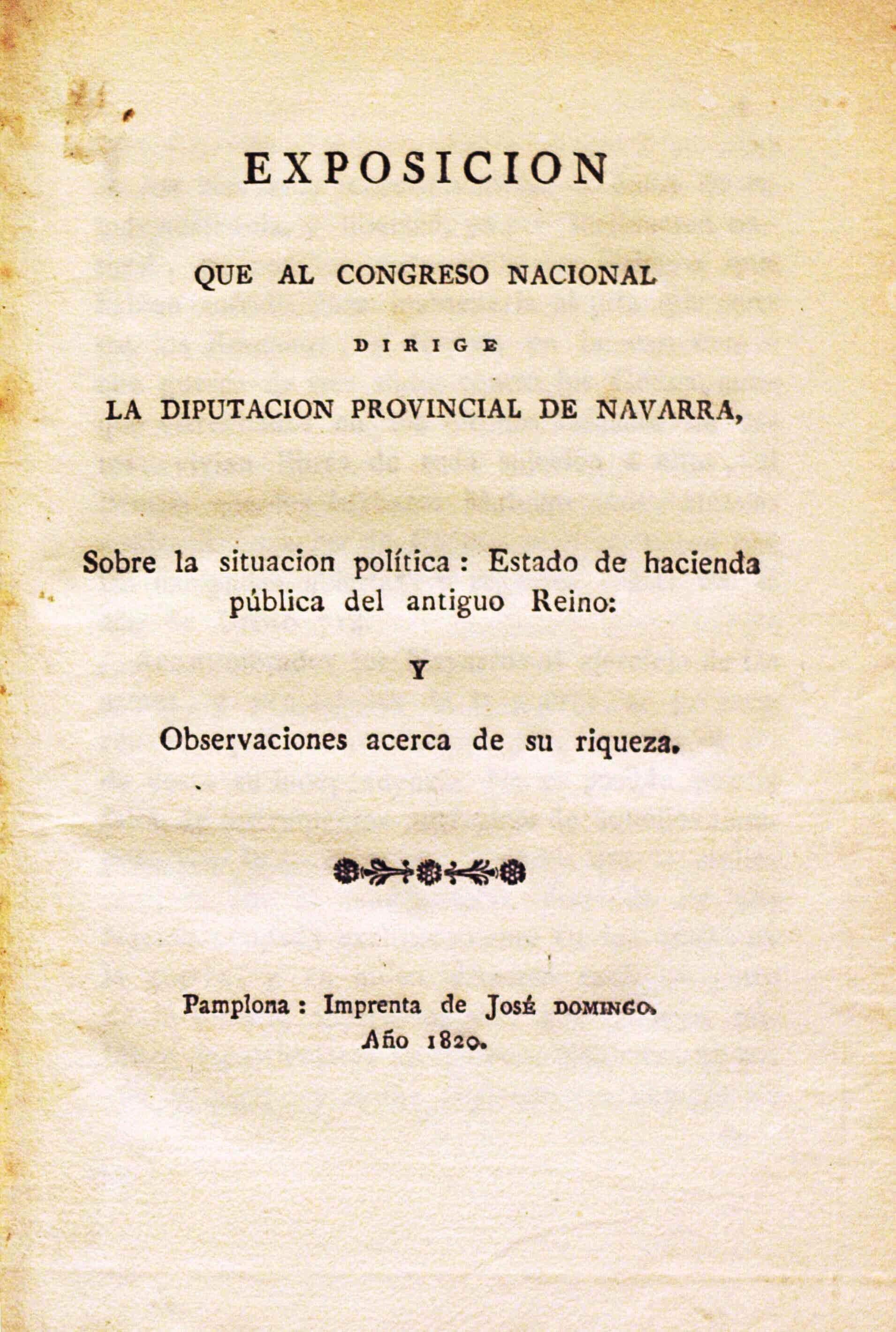
Informe de la "Diputación Provincial de Navarra" al Congreso de los Diputados (1820)
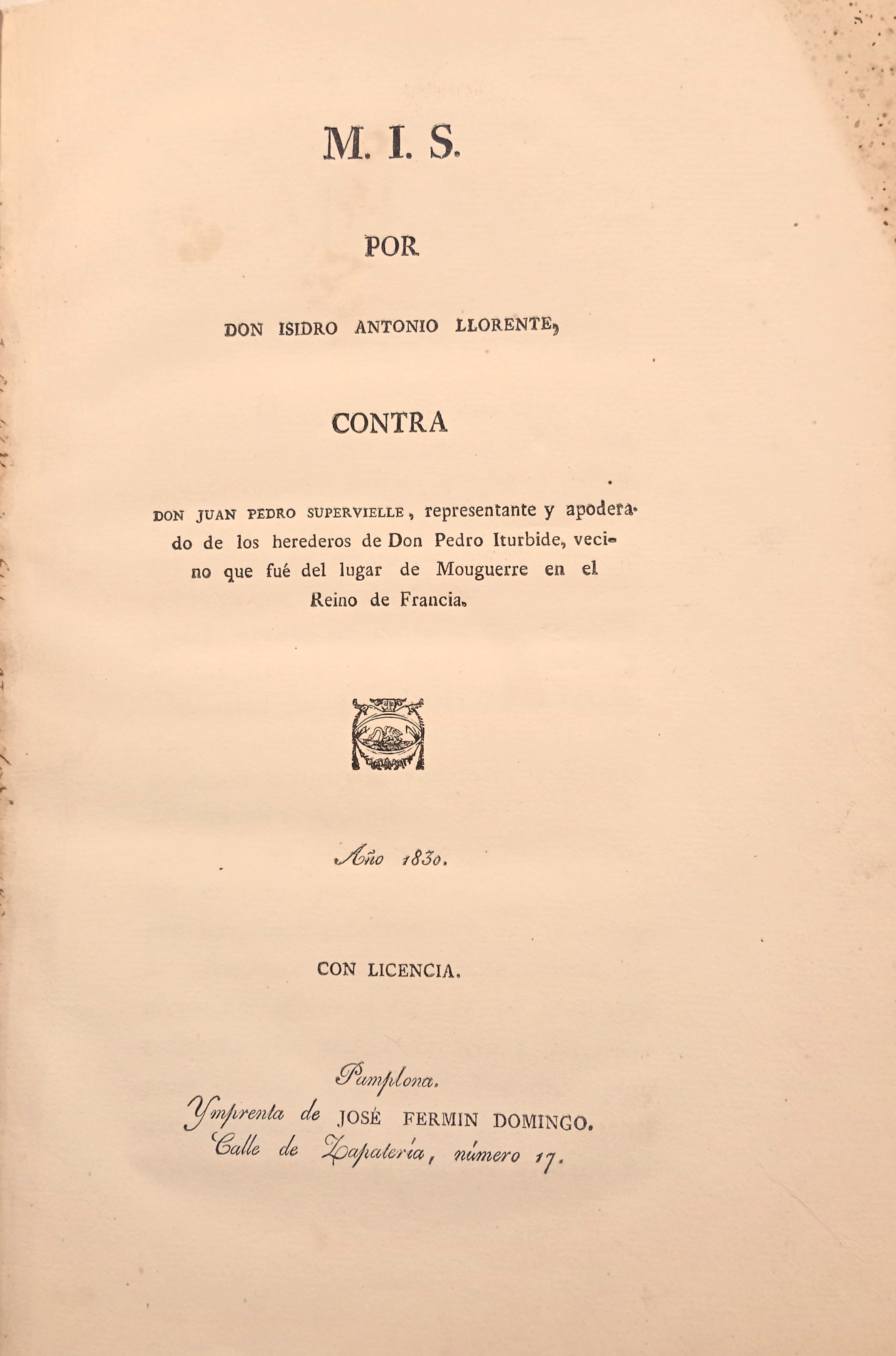
Impreso judicial fechado en 1830 (Biblioteca de Navarra)